# خليفتان
خليفتان هي قرية في مقاطعة أرومية، إيران. يقدر عدد سكانها بـ 223 نسمة بحسب إحصاء 2016.